# Chamber music
Chamber music est une suite d'œuvres de musique de chambre de la compositrice française Camille Pépin, écrite en 2017.

## Contexte et création
Camille Pépin écrit Chamber music pour mezzo-soprano, piano, violon, violoncelle, cor, clarinette pour répondre à une commande du Festival Présences féminines. L'œuvre s'inspire de poèmes de l'auteur irlandais James Joyce. La création a été faite par la mezzo-soprano Fiona McGown et sous la direction de Léo Margue.

## Structure
L'œuvre comprend dix-huit parties :
1. He who has glory lost...
2. Strings in the air...
3. At that hour...
4. When the shy star...
5. Lean out of the window...
6. Winds of may...
7. O Sweetheart...
8. Go seek her...
9. Bid adieu...
10. My dove, my beautiful...
11. Be not sad...
12. This heart that flutters near my heart...
13. O cool is the valley now...
14. Gentle lady...
15. Rain has fallen...
16. Love came to us...
17. Now, o now...
18. Sleep now...